# Jagdgeschwader 102
A Jagdgeschwader 102 foi uma asa de treino de pilotagem de caças da Luftwaffe, durante a Alemanha Nazi. Foi formada no dia 25 de fevereiro de 1943 em Zerbst, a partir do Stab/Jagdfliegerschule 2. Esta unidade de treino foi extinta em março de 1945.

## Comandantes
- Obstlt Jürgen Roth, 25 de fevereiro de 1943 - 31 de julho de 1944[1]
- Maj Karl-Heinz Schnell, 1 de agosto de 1944 - 15 de março de 1945[1]